# Castelo de Grugnac
O Château de Grugnac é um castelo na comuna de Sousceyrac no departamento de Lot, na França.
A fortaleza foi construída no século XV pelos Viscondes de Turenne para vigiar a falcoaria do Duque de Luynes. O edifício, de planta rectangular. é ladeado a norte por duas torres redondas, havendo uma terceira na fachada principal.
O Château de Grugnac é propriedade privada e não está aberto ao público. Está classificado desde 1989 como um monumento histórico pelo Ministério da Cultura da França.